# Peter Wagner (Autor)
Peter Wagner (* 7. Juni 1956 in Wolfau) ist ein österreichischer Schriftsteller und Regisseur. Viele seiner Werke wurden in mehrere Sprachen übersetzt.

## Leben und Werk
Geboren wurde Peter Wagner im südburgenländischen Wolfau. Die ersten Lebensjahre lebte er in der zweisprachigen Gemeinde Unterwart und so gab es für Peter Wagner neben dem Deutschen auch das Ungarische als Muttersprache. 1962 übersiedelte die Familie nach Oberwart. Schon während der Schulzeit faszinierte ihn die nahe Grenze zu Ungarn. Oft stand er am sogenannten Eisernen Vorhang, um in den Nachbarstaat Ungarn hinüberzublicken. Er besuchte das Gymnasium Oberschützen und studierte kurz Theaterwissenschaft und Germanistik. Mit achtzehn Jahren machte er den Schriftsteller Jan Rys zu seinem Lehrer, der ihn zum Hörspielschreiben brachte. Mit neunzehn Jahren war er der jüngste Empfänger des Österreichischen Staatsstipendiums für Literatur.
Zunächst verfasste er Hörspiele und Erzählungen. Dann begann er mit Jazz- und Rockmusikern zu arbeiten, und obwohl Wagner im Fach Komposition keine besondere Ausbildung hatte, begann er auch zu komponieren. Es entstanden Werke wie z. B. 1981 die „Motorsägensymphonie“. Bald entwickelte er sich zu einem Enfant terrible der burgenländischen Kunstszene. So wurde etwa 1981 in einer von der burgenländischen Landesregierung herausgegebenen Festschrift eine „als Verballhornung verstandene Umdichtung der burgenländischen Landeshymne“ Peter Wagners veröffentlicht, was zu öffentlicher Aufregung und zu einigen Anzeigen führte.
Später verfasste und inszenierte er Theaterstücke und widmete sich seiner eigenen Filmproduktion. Sein erstes Theaterstück „Die Mühle“ entstand 1988 und ist im Südburgenland angesiedelt. Seine Bühnenphilospophie beschreibt Peter Wagner mit „Theater am Ort“. In seinem Werk spielt seine Heimat regelmäßig eine bedeutende Rolle. Es umfasst ca. dreißig Theaterstücke, zwölf Hörspiele, sechs Bücher, drei LPs und fünf CDs. Eine besondere Rolle in Wagners Werk spielt auch das Schicksal der Volksgruppe der Burgenland-Roma. So bezeichnete er den Oberwarter Holocaust-überlebenden Rom Stefan Horvath, dem er 1974 sein erstes abendfüllendes Hörspiel „Purdy Pista sagt, die Cymbal ist tot“ gewidmet hatte, sogar als seinen künstlerischen Urvater. Zwei Jahrzehnte später porträtierte er den 1949 geborenen Rom und Schriftsteller Stefan Horvath in dem Film „Stefan Horvath, Zigeuner aus Oberwart“ (2004). 2005 drehte er die Roma-„Video-Comedy“ „Charlie & Pepi-Show“ auf Romani mit deutschen Untertiteln.
1989 war Peter Wagner einer der Mitbegründer des Veranstaltungszentrums OHO (Offenes Haus Oberwart). Mit dem OHO, dessen Trägerverein Peter Wagner lange Zeit vorstand, verbindet ihn bis heute eine enge Zusammenarbeit. Im Jahr 1992 gründete er gemeinsam mit Horst Horvath und Max Wachter im Offenen Haus Oberwart (Lisztgasse 12) den Verlag edition lex liszt 12 mit dem Ziel der Förderung einer lebendigen Literatur- und Kulturszene im Burgenland.

## Auszeichnungen und Ehrungen
- Österreichisches Staatsstipendium für Literatur 1987
- Theodor-Kery-Nachwuchspreis 1987
- Sonderprämie des Staatssekretärs für Kunst für eine herausragende Buchpublikation 2003 (für das Bühnenstück „Requiem“)
- Burgenländischer Landeskulturpreis 2007
- Vierteljahrespreis der Deutschen Schallplattenkritik
- Theodor-Kery-Preis für Darstellende Kunst 2006[6]

## Werke (auszugsweise)
- Die Mühle, 1988, Theaterstück uraufgeführt im Schauspielhaus Kiel
- Lafnitz, Ein Stück. O piesa, Bühnenstück uraufgeführt am Ensemble Theater Wien am 4. April 1990, Verlag: edition lex liszt 12, Oberwart 1992, ISBN 978-3-9500185-0-9
- Oberwart. Mon amour, Bühnenstück
- Wenn wir einmal Engel sind, Bühnenstück, Verlag: edition lex liszt 12, Oberwart 2002, ISBN 978-3-901757-25-9
- Requiem. Den Verschwiegenen. Ein Versuch über den Widerstand., Buch mit Hörspiel-CD, Verlag: edition lex liszt 12, Oberwart 2003, ISBN 3-901757-27-9
- Die schwarze Kaiserin: I Kali Tschasarkija. Romamärchen, Roman (Audio-CD), Verlag: edition lex liszt 12, Oberwart 1998, ISBN 978-3-901757-06-8
- Das Märchen der Musik 2006: Kalender 2006, Kalender, Verlag: edition lex liszt 12, Oberwart 2005, ISBN 978-3-901757-45-7
- Tetralogie der Nacktheit, 4 Stücke, Verlag: edition lex liszt 12, Oberwart 1995, ISBN 978-3-9500185-9-2
darin enthalten:

- Gott Kabel der Stuhl und die Klarheit, Bühnenstück uraufgeführt im Theater des Augenblicks Wien am 26. November 1993
- Die Nackten, Bühnenstück uraufgeführt am Theater m.b.H. Wien am 11. Februar 1995,
- März. Der 24., Bühnenstück uraufgeführt im Theater am Ort Oberwart am 24. März 1995
- Monolog mit einem Schatten, Bühnenstück mit Musik von Wolfgang R. Kubizek uraufgeführt im Theater am Ort Oberwart im Frühjahr 1996

- Die Burgenbürger, Roman, Edition Marlit, Hora Verlag, Wien 2009, ISBN 3-213-00087-6